# Socadona
«Socadona» es una canción de la cantante brasileña Ludmilla. Cuenta con la participación de la cantante estadounidense Mariah Angeliq y el cantante de dancehall jamaicano Mr. Vegas. La canción se lanzó para descarga digital y transmisión a través de Warner Music el 18 de noviembre de 2021. Se lanzó un remix funk el 29 de diciembre de 2021.

## Lanzamiento y promoción
La promoción del sencillo comenzó con una publicación sorpresa de Ludmilla en sus redes sociales, anunciando el lanzamiento de la canción y el videoclip un día después del lanzamiento del sencillo. «Socadona» se lanzó para descarga digital y transmisión el 18 de noviembre de 2021.

## Presentaciones en vivo
Ludmilla interpretó «Socadona» por primera vez el 20 de noviembre de 2021 en Altas Horas. El 19 de marzo de 2022, Ludmilla interpretó la canción en Caldeirão com Mion. El 8 de noviembre, Ludmilla interpretó la canción en Música Boa Ao Vivo.

## Formatos y lista de canciones
| Descarga digital / streaming |            |          |  |
| N.º                          | Título     | Duración |  |
| 1.                           | «Socadona» | 3:06     |  |

| Descarga digital / streaming (Remix de funk) |            |          |  |
| N.º                                          | Título     | Duración |  |
| 1.                                           | «Socadona» | 2:51     |  |

## Premios y nominaciones
| Año  | Otorgar         | Categoría        | Resultado | Ref.  |
| ---- | --------------- | ---------------- | --------- | ----- |
| 2022 | MTV MIAW Brasil | Hino do Ano      | Nominada  | [ 8 ] |
| 2022 | MTV MIAW Brasil | Coreô Envolvente | Nominada  |       |

## Posicionamiento en listas

### Semanales
| Lista (2022)                    | Mejor posición |
| ------------------------------- | -------------- |
| Brasil (Billboard Brazil Songs) | 18             |
| Portugal (AFP)                  | 31             |